# 레일라 로페스
레일라 룰리아나 다 코스타 비에이라 로페스(포르투갈어: Leila Luliana da Costa Vieira Lopes, 1986년 2월 26일 ~ )는 앙골라의 미인 대회 우승자이며 미스 앙골라 2011, 미스 유니버스 2011의 우승자이다.

## 어린 시절
레일라 로페스는 앙골라의 벵겔라에서 태어났고, 카보베르데 혈통을 가지고 있다. 로페스는 영국에서 사업경영학을 전공하였다.

## 미스 앙골라 2011
로페스는 미스 앙골라 UK 2011에서 우승을 하여서, 2010년 12월 18일에 앙골라의 루안다에서 열린 미스 앙골라 2011에 참가하게 되었다. 로페스는 또한 포토제닉 상을 수상하였고 21명의 참가자 중에서 우승하였다.

## 미스 유니버스 2011
로페스는 2011년 9월 12일에 브라질의 상파울루에서 열린 미스 유니버스 2011에 참가 하여서 로페스를 포함한 89명의 참가자가 경연을 펼치는 가운데, 첫 번째 앙골라 출신 미스 유니버스 2011 우승자가 되었다. 로페스는 미스 유니버스 2010의 우승자 멕시코 출신의 히메나 나바레테에게서 왕관을 물려받았다. 아프리카 대륙중에 나미비아 1992년에서 미스 보츠와나 1999년 이후 3번째 아프리카 대륙 우승자였다. 그는 미스 보츠와나 이후 12년 만에 우승을 했다.

## 가장 긴 재임기간을 거친 미스 유니버스
미스 유니버스 2012의 우승자인 미국의 올리비아 컬포에게 2012년 12월 19일에 왕관을 물려 줌으로서 로페스는 사상 최초로 약 15개월이라는 가장 긴 재임 기간을 지낸 미스 유니버스로 기록되었다.

## 문서 조작 루머
2011년 9월 17일에 아르헨티나의 Infobae 신문사에서는 앙골라의 찰스 무카노라는 사람이 로페스를 미스 앙골라의 해외 지역 대회인 미스 앙골라 UK에 참가시키기 위해 영국에 살고있다는 증명서와 학력위조를 하는 등의 문서 조작을 하였다고 주장하였다. 이 점이 사실로 밝혀 진다면 왕관을 빼앗길 수도 있었으나, 로페스는 2011년 9월 19일에 미국의 PIX11 Morning News에 출연하여 Infobae의 주장에 대해 조작 루머가 어떻게 생겨났는지 전혀 알 수가 없고 조작 루머는 허위이며, 모든 문서는 전부 진짜라고 밝혔다.

## 특징
- 로페스는 흑인으로서 다섯 번째 우승자이다. (1977년 트리니다드 토바고, 1995년 미국, 1998년 트리니다드 토바고, 1999년 보츠와나, 2011년 앙골라)
- 로페스는 아프리카 출신 흑인으로서 두 번째 우승자이다. 첫 번째 우승자는 미스 유니버스 1999의 우승자인 보츠와나의 음풀레 크웰라고베이다.
- 로페스는 아프리카 출신으로서 네 번째 우승자이다. (1978년 남아프리카 공화국, 1992년 나미비아, 1999년 보츠와나, 2011년 앙골라)
- 로페스는 첫 번째 앙골라 출신 4대 미인 대회 우승자이다. (4대 미인대회 - 미스 유니버스, 미스 월드, 미스 인터내셔널, 미스 어스)

## 같이 보기
- 미스코리아
- 미스월드
- 미스터 월드
- 브룩 리
- 히메나 나바레테
- 리마 파키
- 로잔나 퍼셀
- 정소라
- 이하늬
- 다이아나 스타코바
- 안나 룬드
- 히만기니 싱 야두